# Trébry
Trébry ([tʁebʁi]) est une commune française située dans le département des Côtes-d'Armor, en région Bretagne.

## Géographie
La commune se trouve dans l'est des Côtes-d'Armor, au sud-est de Saint-Brieuc, la préfecture départementale.

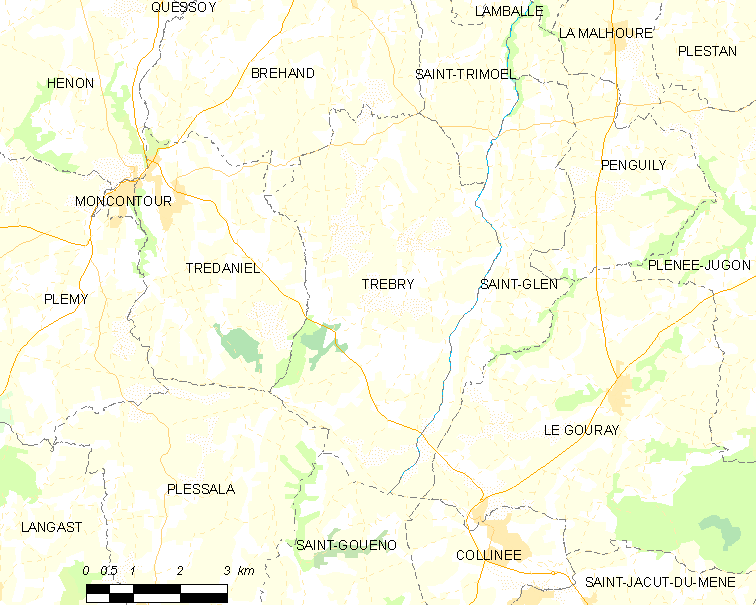
Carte de la commune (avant la fusion des communes de Plessala et de Saint-Gouéno dans Le Mené du 1er janvier 2016).

|           | Bréhand | Saint-Trimoël |
| Trédaniel | Trébry  | Saint-Glen    |
| Le Mené   |         |               |

### Hydrographie
Pour un article plus général, voir Réseau hydrographique des Côtes-d'Armor.
La commune est située dans le bassin Loire-Bretagne. Elle est drainée par le Gouessant, la Truite, le Léry et un autre petit cours d'eau,.
Le Gouessant, d'une longueur de 41 km, prend sa source dans la commune  et se jette  dans la baie de Saint-Brieuc en limite de Lamballe-Armor et de Hillion, après avoir traversé onze communes.
La Truite, d'une longueur de 17 km, prend sa source dans la commune  et se jette  dans le Gouessant à Coëtmieux, après avoir traversé six communes.
Le Léry, d'une longueur de 14 km, prend sa source dans la commune du Mené et se jette  dans le Lié à La Motte.
Le Margot, d'une longueur de 11 km, prend sa source dans la commune  et se jette  dans l'Évron à Quessoy, après avoir traversé quatre communes.

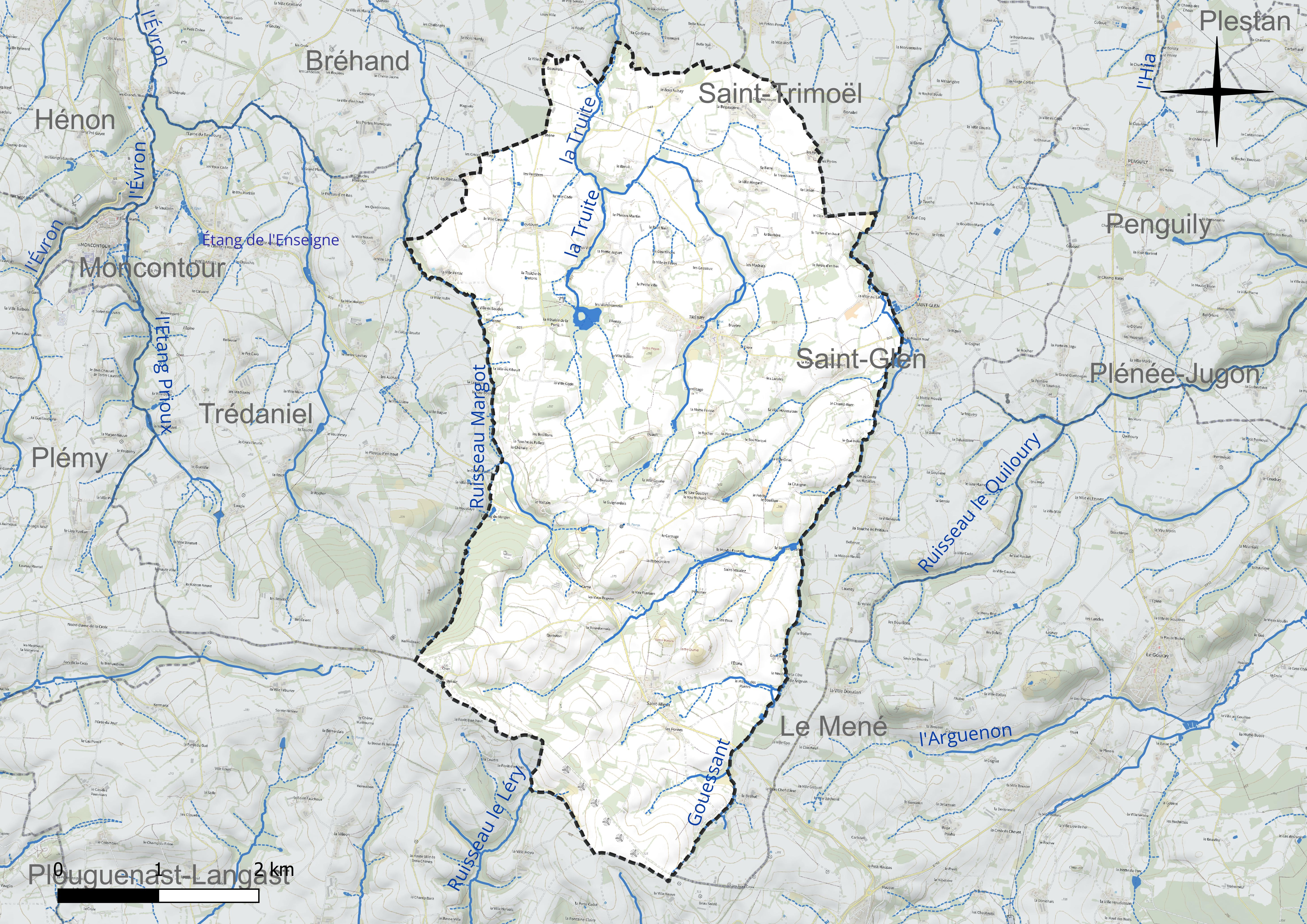
Réseau hydrographique de Trébry.

### Climat
Pour des articles plus généraux, voir Climat de la Bretagne et Climat des Côtes-d'Armor.
En 2010, le climat de la commune est de type climat océanique franc, selon une étude du CNRS s'appuyant sur une série de données couvrant la période 1971-2000. En 2020, Météo-France publie une typologie des climats de la France métropolitaine dans laquelle la commune est exposée à un climat océanique et est dans la région climatique Finistère nord, caractérisée par une pluviométrie élevée, des températures douces en hiver (6 °C), fraîches en été et des vents forts. Parallèlement l'observatoire de l'environnement en Bretagne publie en 2020 un zonage climatique de la région Bretagne, s'appuyant sur des données de Météo-France de 2009. La commune est, selon ce zonage, dans la zone « Intérieur », exposée à un climat médian, à dominante océanique.
Pour la période 1971-2000, la température annuelle moyenne est de 11 °C, avec une amplitude thermique annuelle de 11,5 °C. Le cumul annuel moyen de précipitations est de 823 mm, avec 13 jours de précipitations en janvier et 6,9 jours en juillet. Pour la période 1991-2020, la température moyenne annuelle observée sur la station météorologique la plus proche, située sur la commune de Plœuc-L'Hermitage à 15 km à vol d'oiseau, est de 11,1 °C et le cumul annuel moyen de précipitations est de 954,7 mm,. Pour l'avenir, les paramètres climatiques de la commune estimés pour 2050 selon différents scénarios d'émission de gaz à effet de serre sont consultables sur un site dédié publié par Météo-France en novembre 2022.

## Urbanisme

### Typologie
Au 1er janvier 2024, Trébry est catégorisée commune rurale à habitat très dispersé, selon la nouvelle grille communale de densité à 7 niveaux définie par l'Insee en 2022.
Elle est située hors unité urbaine et hors attraction des villes,.

### Occupation des sols
L'occupation des sols de la commune, telle qu'elle ressort de la base de données européenne d’occupation biophysique des sols Corine Land Cover (CLC), est marquée par l'importance des territoires agricoles (97,2 % en 2018), une proportion identique à celle de 1990 (97,2 %). La répartition détaillée en 2018 est la suivante : 
terres arables (60,3 %), zones agricoles hétérogènes (23,4 %), prairies (13,5 %), forêts (2,8 %). L'évolution de l’occupation des sols de la commune et de ses infrastructures peut être observée sur les différentes représentations cartographiques du territoire : la carte de Cassini (XVIIIe siècle), la carte d'état-major (1820-1866) et les cartes ou photos aériennes de l'IGN pour la période actuelle (1950 à aujourd'hui).

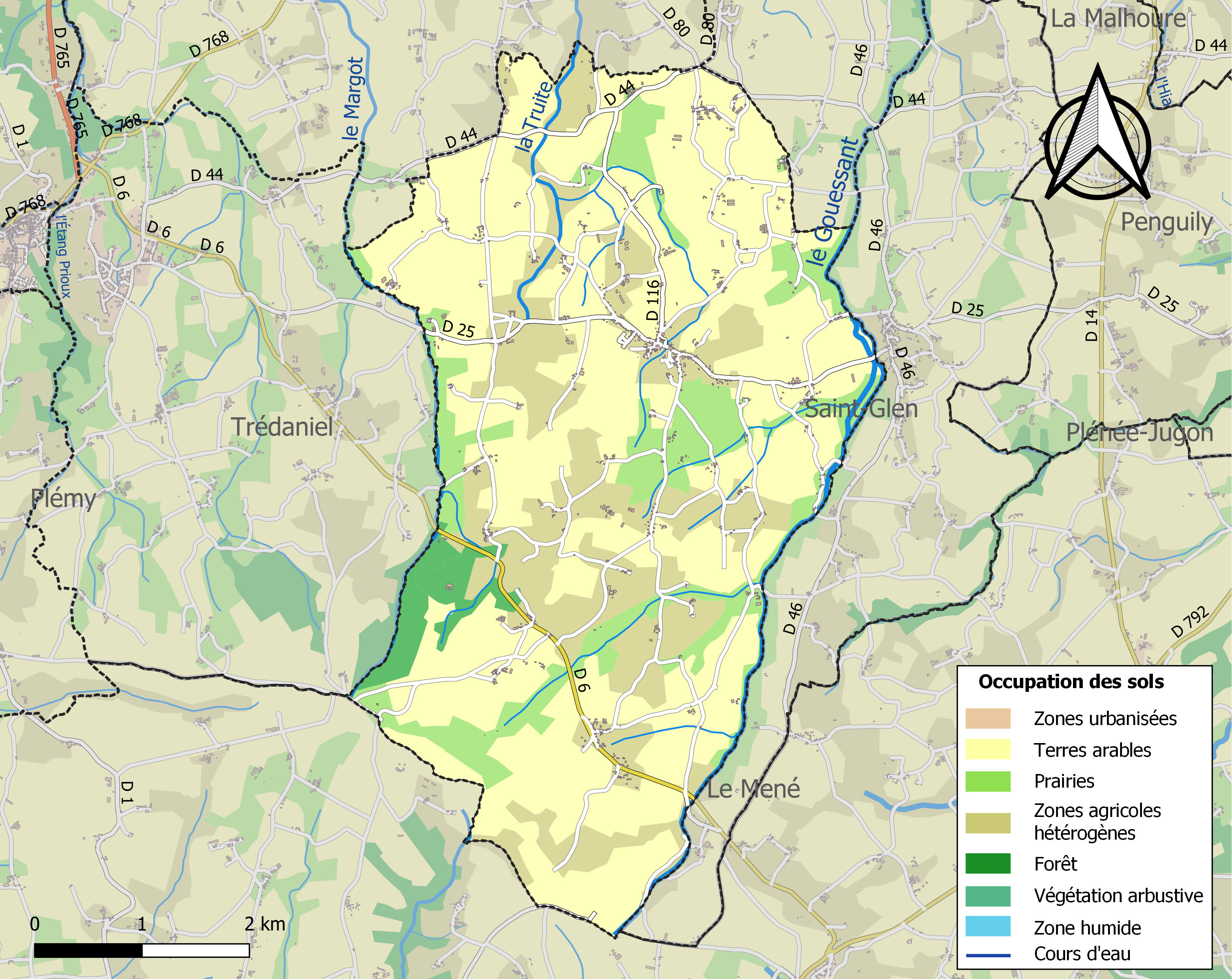
Carte des infrastructures et de l'occupation des sols de la commune en 2018 (CLC).

## Toponymie
Le nom de la localité est attesté sous les formes Trebrit en 1270, Parochia de Trebrit en 1270 et en 1275, Trobric vers 1330, Trebrit en 1426, 1434, 1524 et en 1536, Trebrict en 1580 et en 1617, Trebry en 1682 et en 1693.

La paroisse est nommée Trebriac dans un pouillé en 1516,, mais le nom n'a rien à voir avec saint Briac.
Son nom vient du breton trev (village) et de bre (hauteur) et signifierait donc « village situé sur la hauteur ».
La forme bretonne proposée par l'Office public de la langue bretonne est Trebrid.

## Histoire

### Antiquité
En 1973, au lieu-dit La Ville Gourio sur la commune de Trébry, un important trésor de monnaies gauloises est découvert : 1 742 statères d'argent du peuple des Coriosolites.

#### L' âge du fer
En 1968, puis en juin 2024, découverte de galeries souterraines gauloises (+ fragments de céramique et des charbons) d'une datation provisoire entre -550 et -150 années avant l'ère commune.

### LeXIXesiècle
En 1882 la présence de loups fut constatée dans les communes de Saint-Trimoël, Bréhand et Trébry, exerçant des ravages sur les troupeaux. Une battue organisée dans les bois entourant le château de Boishardy permit d'en tuer un et d'en déloger un autre.
Vers 1890, des hommes de Trébry partaient à pied en Vendée faire la saison, emportant leurs outils sur l'épaule, pour gagner de quoi payer le loyer de leur ferme, composée généralement de mauvaises terres. « Je vois encore, raconte l'un d'eux, un pauvre homme, tout bancal et hernieux, qui s'en allait tous les ans, à pied, avec ses outils sur le dos, pour gagner de quoi payer le fermage de ses huit arpents de terre à guerillons [terre à grillons] ».

### Le xxesiècle

#### Les guerres duXXesiècle
Le monument aux morts porte les noms des 86 soldats morts pour la Patrie :
- 82 sont morts durant la Première Guerre mondiale ;
- 2 sont morts durant la Seconde Guerre mondiale ;
- 1 est mort durant la guerre d'Algérie ;
- 1 est mort durant la guerre d'Indochine.

## Politique et administration
| Période                                  | Période        | Identité                 | Étiquette | Qualité |
| ---------------------------------------- | -------------- | ------------------------ | --------- | --- |
| Les données manquantes sont à compléter. |                |                          |           | |
| 1902                                     | mai 1945       | Jean-Baptiste Morin      |           | |
| mai 1945                                 | mars 1959      | François Glâtre          | SFIO      | |
| mars 1959                                | mars 1983      | Marcel Philippe          |           | Instituteur retraité |
| mars 1983                                | 15 mars 2008   | Jean Régnier (1942-2010) | PS        | Employé administratif retraité Conseiller municipal (1971 → 1983) |
| 15 mars 2008                             | 4 juillet 2020 | Didier Yon               | DVG       | Agriculteur éleveur Conseiller municipal (1983 → 1989 et 2001 → 2008) Adjoint au maire (1989 → 2001) Conseiller départemental de Plénée-Jugon (2015 → ) 10e vice-président de Lamballe Communauté (2014 → 2016) |
| 4 juillet 2020                           | En cours       | Daniel Commault          | DVG       | Agriculteur Adjoint au maire (2014 → 2020) |

## Démographie
L'évolution du nombre d'habitants est connue à travers les recensements de la population effectués dans la commune depuis 1793. Pour les communes de moins de 10 000 habitants, une enquête de recensement portant sur toute la population est réalisée tous les cinq ans, les populations de référence des années intermédiaires étant quant à elles estimées par interpolation ou extrapolation. Pour la commune, le premier recensement exhaustif entrant dans le cadre du nouveau dispositif a été réalisé en 2007.

En 2022, la commune comptait 822 habitants, en évolution de +0,61 % par rapport à 2016 (Côtes-d'Armor : +1,78 %, France hors Mayotte : +2,11 %).
| 1793  | 1800  | 1806  | 1821  | 1831  | 1836  | 1841  | 1846  | 1851  |
| ----- | ----- | ----- | ----- | ----- | ----- | ----- | ----- | ----- |
| 1 450 | 1 146 | 1 341 | 1 602 | 1 400 | 1 608 | 1 580 | 1 555 | 1 590 |

| 1856  | 1861  | 1866  | 1872  | 1876  | 1881  | 1886  | 1891  | 1896  |
| ----- | ----- | ----- | ----- | ----- | ----- | ----- | ----- | ----- |
| 1 556 | 1 554 | 1 612 | 1 566 | 1 564 | 1 564 | 1 543 | 1 509 | 1 553 |

| 1901  | 1906  | 1911  | 1921  | 1926  | 1931  | 1936  | 1946  | 1954  |
| ----- | ----- | ----- | ----- | ----- | ----- | ----- | ----- | ----- |
| 1 476 | 1 524 | 1 514 | 1 329 | 1 311 | 1 212 | 1 175 | 1 115 | 1 022 |

| 1962 | 1968 | 1975 | 1982 | 1990 | 1999 | 2006 | 2007 | 2012 |
| ---- | ---- | ---- | ---- | ---- | ---- | ---- | ---- | ---- |
| 942  | 850  | 758  | 728  | 742  | 720  | 719  | 719  | 825  |

| 2017 | 2022 | - | - | - | - | - | - | - |
| ---- | ---- | - | - | - | - | - | - | - |
| 798  | 822  | - | - | - | - | - | - | - |

## Culture locale et patrimoine

### Lieux et monuments
- Dolmen du Carouge.

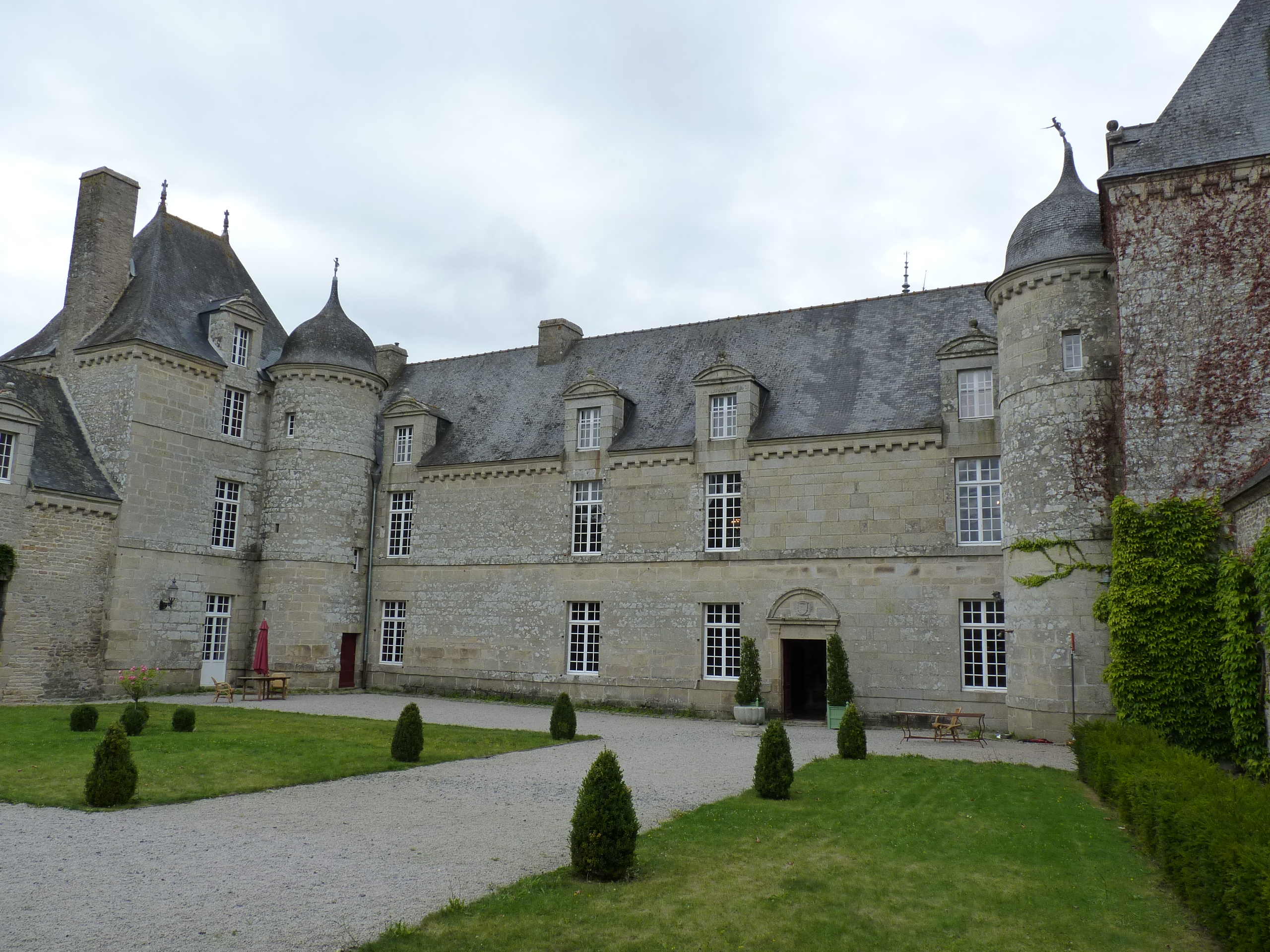
Cour du château de la Touche.

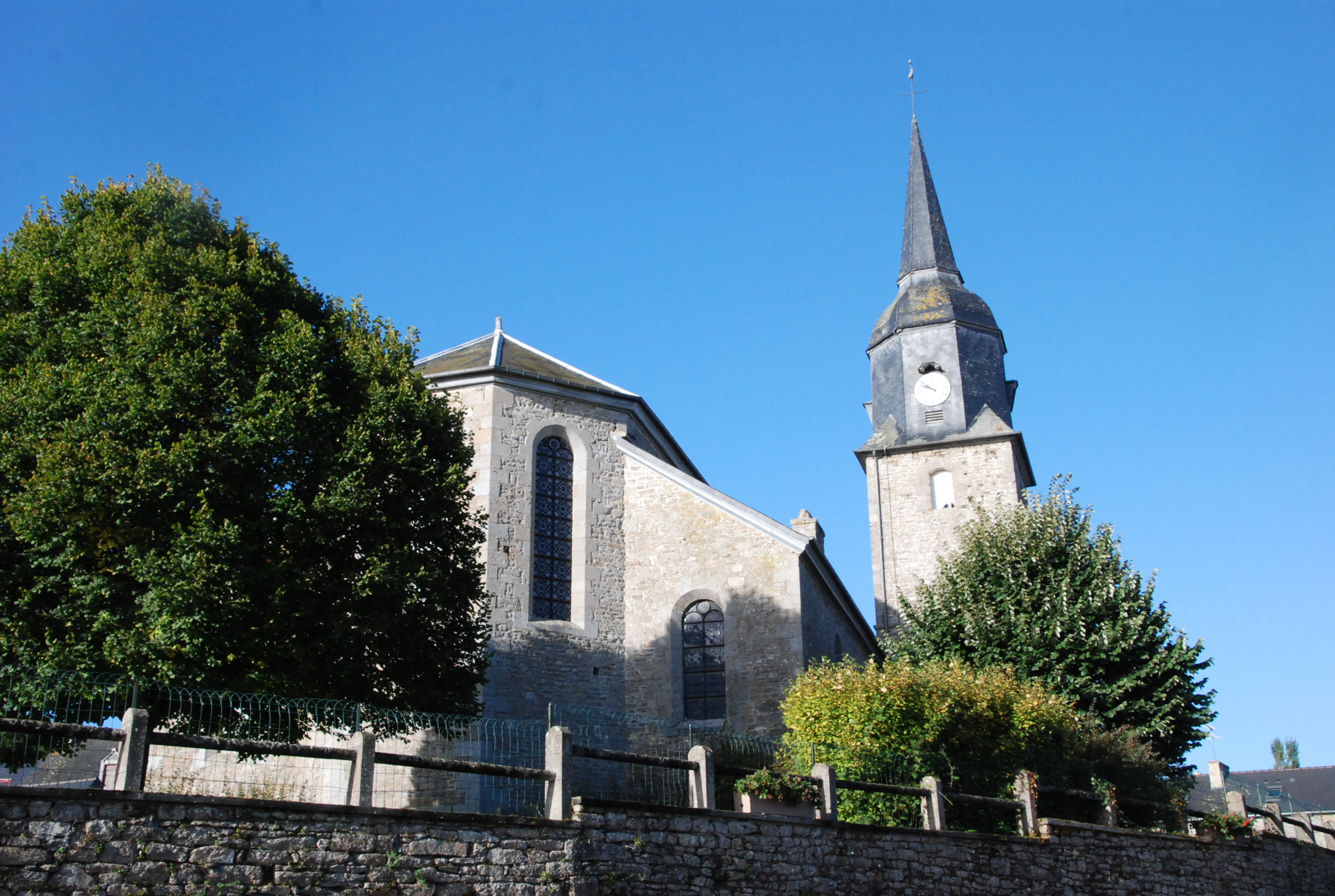
L'église Saint-Pierre-et-Saint-Paul.

- Château de la Touche-Trébry, XVIe siècle, visitable l'été. Il est inscrit en tant que monument historique le 3 juin 1927[35].
- La chapelle de Saint-Maudez.
- Trésor de Trébry, inventé en 1973.
- Église Saint-Pierre-et-Saint-Paul.

### Patrimoine naturel

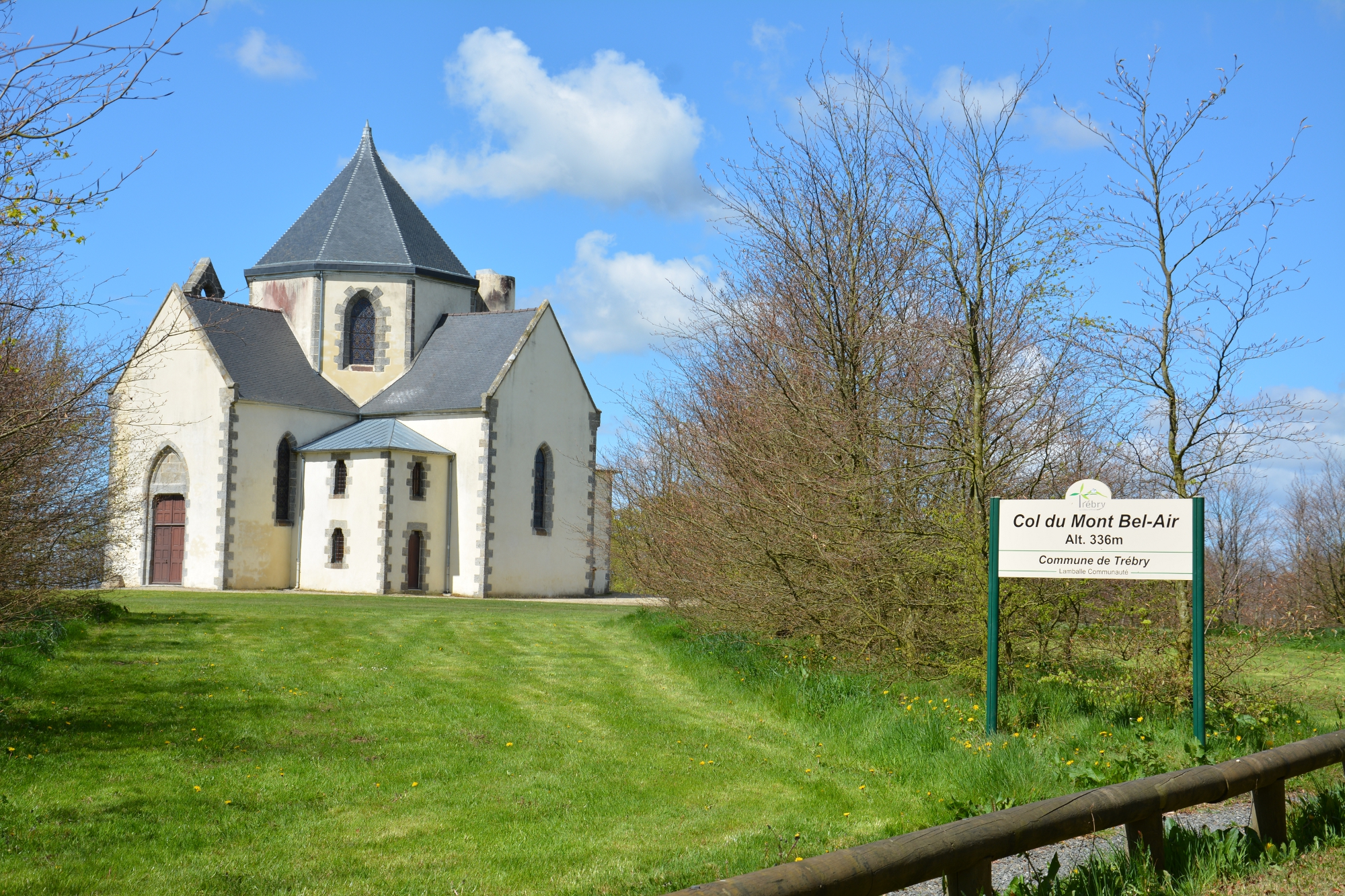

Le Mont Bel-Air (Ménez-Bélair), point culminant des Côtes-d'Armor (339 mètres) d'où l'on découvre la baie de Saint-Brieuc et la région de Loudéac.
Jadis consacré au culte de Bélénos, dieu celtique du Soleil, ainsi qu'en attestent les huit allées partant de la clairière circulaire centrale où se trouve la chapelle Notre-Dame du Mont-Carmel. Le 18 octobre 1852, une statue ancienne de la Sainte Vierge, provenant de la cathédrale de Saint-Brieuc, fut installée dans l'observatoire des géomètres et la chapelle fut élevée aussitôt. Elle est en forme de croix grecque comportant une lanterne octogonale entourée de quatre branches. L'inauguration du monument de Notre-Dame de la Paix, érigé à l'intérieur, eut lieu le 21 juillet 1895. Le pardon annuel a lieu le 16 juillet. Le site a fait l'objet d'une réhabilitation complète de 2002 à 2004.
On trouve un parc éolien, composé de six éoliennes de 1,5 MW mises en service près du Mont Bel-Air, fin 2005.

## Personnalités liées à la commune
Jean-François Le Nepvou de Carfort:  Chef Chouan, lieutenant de Boishardy puis major général des armées royales de Bretagne, division des Côtes-du-Nord, Chevalier de l'ordre de Saint-Louis. S’installe au lieu-dit Beauvais et y meurt le 21 janvier 1847.
. Claude de Visdelou, né à Tréby en 1656 et mort à Pondichéry en 1737, prêtre jésuite, missionnaire en Chine jusqu'en 1709, et en outre éminent sinologue.